# رئيس (رتبة)

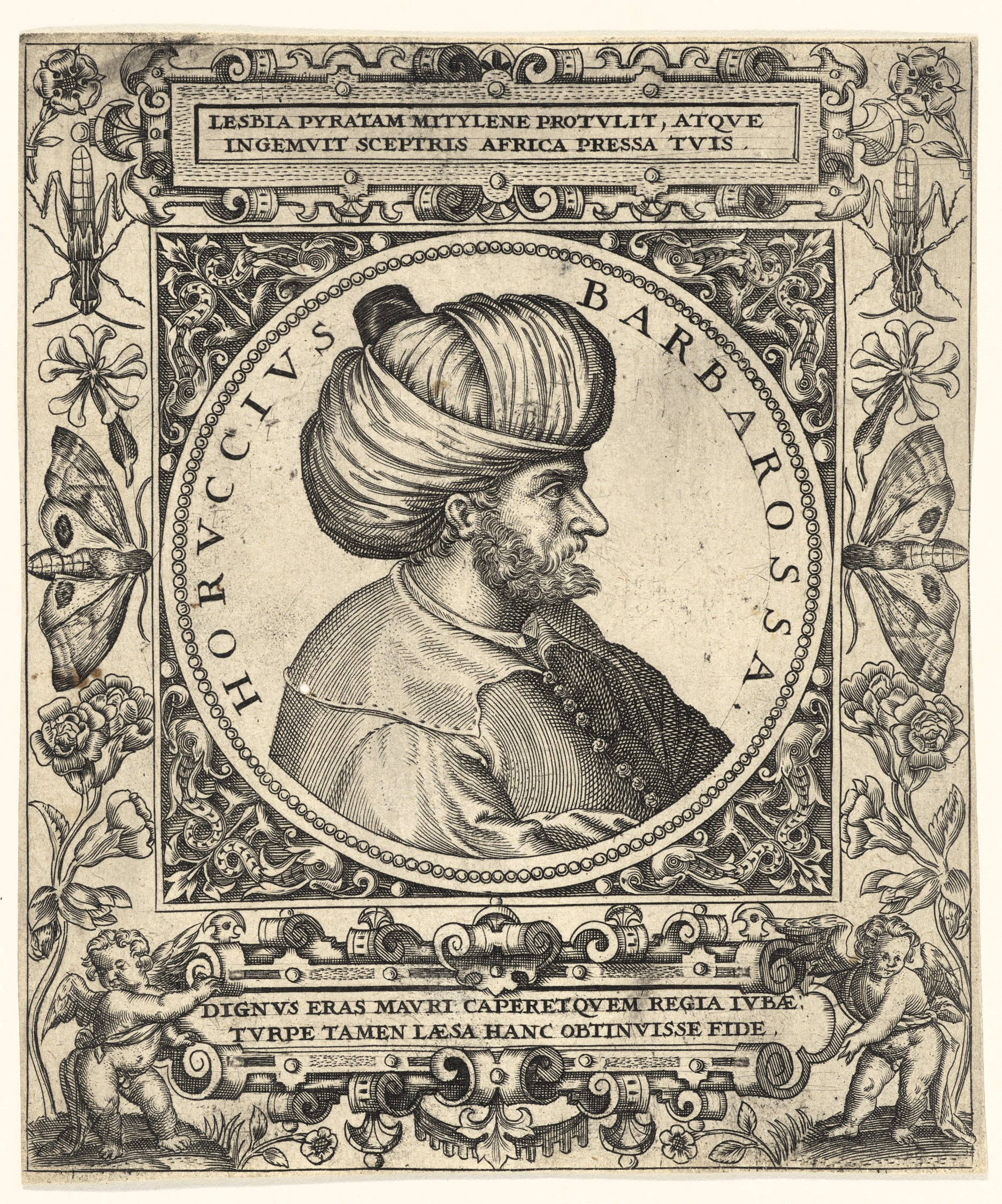

رئيس هي رتبة عسكرية قيادية في البحرية العثمانية، كانت تُلحق باسم حاملها ولا تسبقه، ومن أشهر من حملوها:
- بيري رئيس
- درغوث رئيس
- سيدي علي رئيس
- علج علي رئيس